# Cartaletis forbesi
Cartaletis forbesi är en fjärilsart som beskrevs av Druce 1884. Cartaletis forbesi ingår i släktet Cartaletis och familjen mätare. Inga underarter finns listade i Catalogue of Life.